# ISO 3166-2:EE
Die Liste der ISO-3166-2-Codes für  Estland enthält die Codes für die 15 Landkreise (maakonnad) und die 79 Gemeinden.

Die Codes bestehen aus zwei Teilen, die durch einen Bindestrich voneinander getrennt sind. Der erste Teil gibt den Landescode gemäß ISO 3166-1 (für  Estland EE), der zweite den Code für die Landkreise und die Gemeinden wieder.
Die aktuellen Codes stehen auf der Seite der ISO unter #iso:code:3166:EE zur Verfügung.

Die Landkreise erhielten zweistellige Zahlen, die Gemeinde dreistellige.

## Kodierliste

### Landkreise

Landkreise in Estland

| Landkreis  | Code  |
| ---------- | ----- |
| Harju      | EE-37 |
| Hiiu       | EE-39 |
| Ida-Viru   | EE-45 |
| Jõgeva     | EE-50 |
| Järva      | EE-52 |
| Lääne      | EE-56 |
| Lääne-Viru | EE-60 |
| Põlva      | EE-64 |
| Pärnu      | EE-68 |
| Rapla      | EE-71 |
| Saare      | EE-74 |
| Tartu      | EE-79 |
| Valga      | EE-81 |
| Viljandi   | EE-84 |
| Võru       | EE-87 |

### Gemeinden

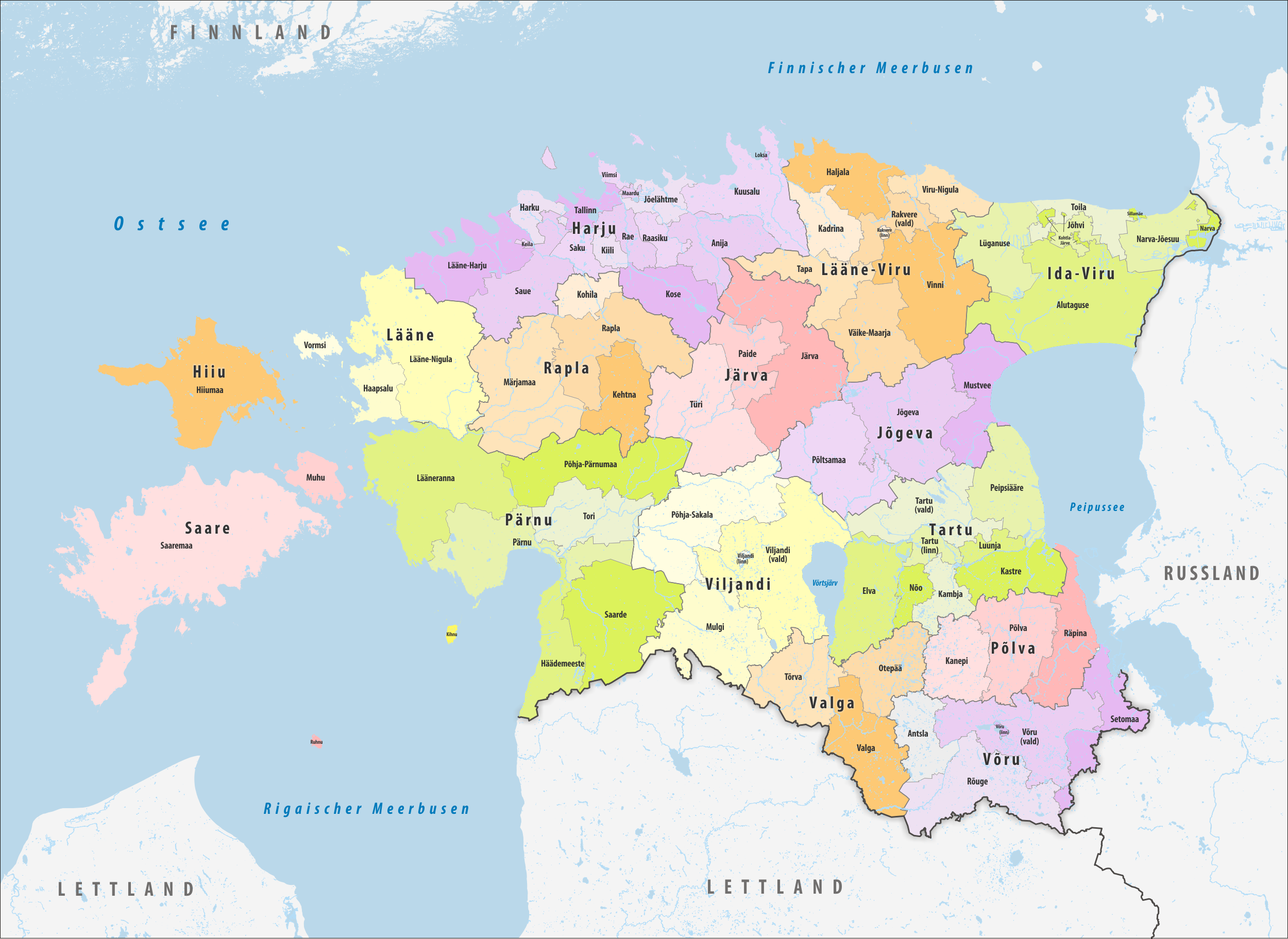
Gemeinden in Estland

| Gemeinde                 | Code   | Landkreis  |
| ------------------------ | ------ | ---------- |
| Alutaguse                | EE-130 | Ida-Viru   |
| Anija                    | EE-141 | Harju      |
| Antsla                   | EE-142 | Võru       |
| Elva                     | EE-171 | Tartu      |
| Häädemeeste              | EE-214 | Pärnu      |
| Haapsalu                 | EE-184 | Lääne      |
| Haljala                  | EE-191 | Lääne-Viru |
| Harku                    | EE-198 | Harju      |
| Hiiumaa                  | EE-205 | Hiiu       |
| Järva                    | EE-255 | Järva      |
| Jõelähtme                | EE-245 | Harju      |
| Jõgeva                   | EE-247 | Jõgeva     |
| Jõhvi                    | EE-251 | Ida-Viru   |
| Kadrina                  | EE-272 | Lääne-Viru |
| Kambja                   | EE-283 | Tartu      |
| Kanepi                   | EE-284 | Põlva      |
| Kastre                   | EE-291 | Tartu      |
| Kehtna                   | EE-293 | Rapla      |
| Keila                    | EE-296 | Harju      |
| Kihnu                    | EE-303 | Pärnu      |
| Kiili                    | EE-305 | Harju      |
| Kohila                   | EE-317 | Rapla      |
| Kohtla-Järve             | EE-321 | Ida-Viru   |
| Kose                     | EE-338 | Harju      |
| Kuusalu                  | EE-353 | Harju      |
| Lääne-Harju              | EE-431 | Harju      |
| Lääne-Nigula             | EE-441 | Lääne      |
| Lääneranna               | EE-430 | Pärnu      |
| Loksa                    | EE-424 | Harju      |
| Lüganuse                 | EE-442 | Ida-Viru   |
| Luunja                   | EE-432 | Tartu      |
| Maardu                   | EE-446 | Harju      |
| Märjamaa                 | EE-503 | Rapla      |
| Muhu                     | EE-478 | Saare      |
| Mulgi                    | EE-480 | Viljandi   |
| Mustvee                  | EE-486 | Jõgeva     |
| Narva                    | EE-511 | Ida-Viru   |
| Narva-Jõesuu             | EE-514 | Ida-Viru   |
| Nõo                      | EE-528 | Tartu      |
| Otepää                   | EE-557 | Valga      |
| Paide                    | EE-567 | Järva      |
| Pärnu                    | EE-624 | Pärnu      |
| Peipsiääre               | EE-586 | Tartu      |
| Põhja-Pärnumaa           | EE-638 | Pärnu      |
| Põhja-Sakala             | EE-615 | Viljandi   |
| Põltsamaa                | EE-618 | Jõgeva     |
| Põlva                    | EE-622 | Põlva      |
| Raasiku                  | EE-651 | Harju      |
| Rae                      | EE-653 | Harju      |
| Rakvere (Landgemeinde)   | EE-661 | Lääne-Viru |
| Rakvere (Stadtgemeinde)  | EE-663 | Lääne-Viru |
| Räpina                   | EE-708 | Põlva      |
| Rapla                    | EE-668 | Rapla      |
| Rõuge                    | EE-698 | Võru       |
| Ruhnu                    | EE-689 | Saare      |
| Saarde                   | EE-712 | Pärnu      |
| Saaremaa                 | EE-714 | Saare      |
| Saku                     | EE-719 | Harju      |
| Saue                     | EE-726 | Harju      |
| Setumaa                  | EE-732 | Võru       |
| Sillamäe                 | EE-735 | Ida-Viru   |
| Tallinn                  | EE-784 | Harju      |
| Tapa                     | EE-792 | Lääne-Viru |
| Tartu (Landgemeinde)     | EE-796 | Tartu      |
| Tartu (Stadtgemeinde)    | EE-793 | Tartu      |
| Toila                    | EE-803 | Ida-Viru   |
| Tori                     | EE-809 | Pärnu      |
| Tõrva                    | EE-824 | Valga      |
| Türi                     | EE-834 | Järva      |
| Väike-Maarja             | EE-928 | Lääne-Viru |
| Valga                    | EE-855 | Valga      |
| Viimsi                   | EE-890 | Harju      |
| Viljandi (Landgemeinde)  | EE-899 | Viljandi   |
| Viljandi (Stadtgemeinde) | EE-897 | Viljandi   |
| Vinni                    | EE-901 | Lääne-Viru |
| Viru-Nigula              | EE-903 | Lääne-Viru |
| Vormsi                   | EE-907 | Lääne      |
| Võru (Landgemeinde)      | EE-917 | Võru       |
| Võru (Stadtgemeinde)     | EE-919 | Võru       |